# Canto l'isolamento
Canto l'isolamento è un album di Massimo Zamboni che raccoglie alcuni brani della sua carriera da solista.

## Tracce
1. Sorella sconfitta
2. Cranja
3. Risplenderai
4. Miccia prende fuoco
5. Rivolta Cranica
6. Casco in volo
7. Gloria Gracile
8. A ritroso
9. Pied Beauty
10. Dolorama
11. Schiava dell'aria